# Acronicta hoenei
Acronicta hoenei är en fjärilsart som beskrevs av Matsumura 1926. Acronicta hoenei ingår i släktet Acronicta och familjen nattflyn. Inga underarter finns listade i Catalogue of Life.